# Копосиха (река)
Копосиха — река в России, в Свердловской области, протекает к югу от города Нижнего Тагила по садам посёлков Копосиха и Садоводы.
Исток реки находится на западном склоне горы Целовальникова. Ранее река впадала в Тагил с правого берега, ныне впадает в Нижне-Тагильский пруд в районе населённого пункта Садоводы.